# Peter Kofod (politiker)
 Der er flere personer med dette navn, se Peter Kofod.
Peter Kofod Hristov (født 27. februar 1990 i Snogebæk, Bornholm) er en dansk politiker fra Dansk Folkeparti, der var været medlem af Folketinget siden 2022. Han var også folketingsmedlem fra 2015 til 2019. I 2019 blev han valgt til Europa-Parlamentet men udtrådte af dette efter han blev valgt til Folketinget ved folketingsvalget 2022.
Han blev valgt i Sydjyllands Storkreds ved Folketingsvalget 2015 med 3.336 personlige stemmer.

## Baggrund
Peter Kofod blev født den 27. februar 1990 som søn af smed Karsten Poulsen og sygeplejerske Birte Kofod Poulsen.
Han er student fra Bornholms Gymnasium i 2009. Han tog i 2010 Hærens basisuddannelse ved Telegrafregimentet i Fredericia, inden han blev uddannet folkeskolelærer fra UC Syddanmark, Haderslev i 2015.
Han er født Peter Kofod Poulsen og antog efternavnet Hristov, da han i 2018 giftede sig med sin kone Vasileva. I politiske sammenhænge ønskede han at anvende Peter Kofod og dermed ikke sit bulgarske efternavn.

## Politisk karriere
I 2015 blev Peter Kofod valgt til Folketinget, i Sydjyllands Storkreds med 3.336 personlige stemmer. I 2019 blev Peter Kofod valgt til Europaparlamentet som repræsentant for DF, hvor han sad i Gruppen Identitet og Demokrati.
Da Morten Messerschmidt den 27. november 2021 meldte sig som kandidat til formandsposten i Dansk Folkeparti, udtalte han at i tilfælde af, at han blev dømt i Meld og Feld-sagen og dermed ikke ville kunne være formand længere, ville Peter Kofod som partiets nummer 2 blive ny formand for partiet.